# Брешерет, Виктор
Виктор Брешерет (порт. Victor Brecheret, при рождении Vittorio Breheret; 1894—1955) — бразильский скульптор итальянского происхождения.
Был одним из первых бразильских модернистов, добившихся успеха.

## Жизнь и творчество

Монумент бандейрантам в Сан-Паулу

Родился  15 декабря 1894 году в коммуне Фарнезе области Лацио. Отец — Витторио Брешерет (Vittorio Augusto Breheret) имел французское происхождение и владел землей с виноградниками, мать — Паолина Нанни (Paolina Nanni), происходила из семьи мелких фермеров-скотоводов. В семье родилось восемь детей, но шестеро из них умерли в младенчестве. Единственными, кто достиг совершеннолетия, были Витторио и его сестра Эрсилия (род. 1897).
Когда Виктору было шесть лет, умерла его мать и детей забрала их тетя по материнской линии — Антония Нанни Салини (Antonia Nanni Salini), с которой в 1904 году они переехали в Бразилию. Семья поселилась недалеко от Largo do Arouche в центре Сан-Паулу. Так как в городе было много итальянских мигрантов и их детей, то Виктор очень быстро стал считать Сан-Паулу родным городом.
Как часто происходило в итальянских семьях, Виктор сначала работал продавцом в обувном магазине. Не интересуясь учёбой, он увлёкся занятиями с глиной и часами мог лепить фигуры. Его тетя поощряла его увлечение, увидев такой интерес мальчика к искусству. В 1912 году он начал серьёзное обучение, став учеником в Liceu de Artes e Ofícios de São Paulo, где также учился  письму и математике. Именно в этой школе он изменил свою начальную фамилия Breheret на Brecheretti, а затем — на Brecheret. По совету школьных преподавателей, Виктор вернулся в 1913 году в Италию и стал в Риме изучать скульптуру, благо здесь было большое количество работ классической скульптуры. Не имея возможности обучаться в школе изящных искусств, он стал работать в студии с другим художником. В 1914 году, получив поддержку масонских кругов, Виктор стал учеником скульптора Артуро Дацци, одного из знаменитых художников, работавших под покровительством короля Виктора Эммануила III.
Получив у Дацци  знания и опыт, связанные с классической скульптурой Микеланджело и натурализмом Огюста Родена, Брешерет начал расходиться со своим учителем во взглядах, ушел от него учителя, открыв в Риме собственную студию. Во время последующей Первой мировой войны Виктор, чтобы избежать призыва на фронт, укрывался в родном городе. По окончании войны, в 1919 году он вернулся в Бразилию. Здесь встретился с Рамосом де Азеведу, своим соучеником, который стал директором лицея Liceu de Artes e Ofícios. Брешерет уединился мастерской его друга во Дворце промышленности и работал вне достижения критиков и общественности. Затем скульптор вместе с Ди Кавальканти, Мариу де Андраде, Освальдом де Андраде и Менотти дель Пиччиа стал пионером авангарда в Бразилии.
27 июля 1920 года скульптор выставил модель памятника бандейрантам вместе с другими художниками на выставке в Сантусе. Эта его работа вызвала переполох со стороны модернистов. Однако губернатор Сан-Паулу того времени — Вашингтон Луис Перейра ди Соза, отправил модель в коллекцию Pinacoteca do Estado de São Paulo, что было расценено как победа Брешерета. Но под критикой других художников Виктор понял, что для продолжения своего искусства необходимо покинуть страну. Не имея финансовых средств для путешествия, у него были поклонники среди политиков и интеллектуальной элиты, один из которых — сенатор Хосе де Фрейтас Вале, покровитель Pensionato Artístico do Estado de São Paulo, обеспечил скульптору стипендию для 5-летнего пребывания в Париже. В 1921 году он прибыл в Париж, где ощутил некоторый шок от увиденного в искусстве Европы и понял, что его скромной стипендии будет нtдостаточно для того, чтобы реализовать все его желания. Он поселился в студии рядом с кладбищем Монпарнас, это место уже тогда считалось районом художников. В 1922 году начал осваивать искусство модернизма, в выставке Неделя современного искусства в Сан-Паулу, где представил двенадцать скульптур. С этого момента свои работы он показывал в Бразилии и Европе, участвуя в различных художественных выставках.
В начале своего пребывания во Франции он встретила Симону Бордат (Simone Bordat), молодую женщину, которая стала его вдохновением и спутницей. Это стало началом отношений, которые продлятся пятнадцать лет — всё время Виктора Брешерета во Франции. Друзья художника называли ее «Noiva de Brecheret». В 1923 году, с появлением в Париже Аниты Малфатти, Тарсилы ду Амарал и Освальда де Андраде, Виктор расширил свой парижский круг друзей и был представлен Блезу Сандрару, Андре Лоту и Фернану Леже. Скульптор жил скромной жизнью и полностью посвятил себя работе, дистанцируясь от парижской богемы. Тем не менее он совершил несколько коротких поездок по Европе, встретившись со своими итальянскими друзьями по учёбе в Риме. По окончании действия стипендии, Брешерет вернулся в Бразилию, участвовал в некоторых художественных выставках. В 1924 году умерла его тётя и Виктор часть земли своего дяди, где он основал свою новую студию. Скульптор создал гранитное произведение Pietà в честь своей тети и продал его семье Салини, которая поместила скульптуру на её могилу кладбища Cemitério da Consolação. В 1927 году он получил продление стипендии от Pensionato Artístico и вернулся в Париж. В 1930 году, с началом Великой депрессии, в 1932 году Брешерет вернулся в Бразилию, где вместе с другими художниками основал Общество современного искусства. В следующем году он вернулся во Францию, пережив новый художественный этап, и подошел к абстракционизму. В 1934 году он вернулся в Бразилию, чтобы выставить некоторые работы в Рио-де-Жанейро и Сан-Паулу в следующем году. В это время его пригласили выполнить памятник бандейрантам.
Виктор Брешерет вернулся во Францию в 1936 году, чтобы закрыть парижскую студию и попрощаться со своей спутницей Симоной, которая была против решения вернуться в Бразилию — поскольку он был уже знаменит и имел устоявшуюся карьеру в Европе, отказавшись ехать с ним. Брешерет окончательно обосновался в Бразилии. В 1939 году он Юранди Хелене (Jurandy Helena), чей образ увековечил в портретах и монументальных фигурах. У них было трое детей: Альда (умерла в 1940 году, не прожив и года) Виктор (род. 1942) и Сандра (род. 1945). В 1941 году скульптор  участвовал в международном конкурсе на создание памятника герцогу Кашиасу , который он выиграл. Но из-за различных окончательно памятник был построен после смерти скульптора.
Виктор Брешерет работал до последних дней своей жизни, последнюю работу он выполнил 7 декабря 1955 года.
Умер в Сан-Паулу 17 декабря 1955 года от остановки сердца.
Выставлялся во Франции (Осенний салон, Салон Независимых) и Бразилии. Первая его персональная выставка в Сан-Паулу состоялась в 1926 году, следующие — в 1930, 1934, 1935, 1948 и 1953 годах.

Некоторые работы
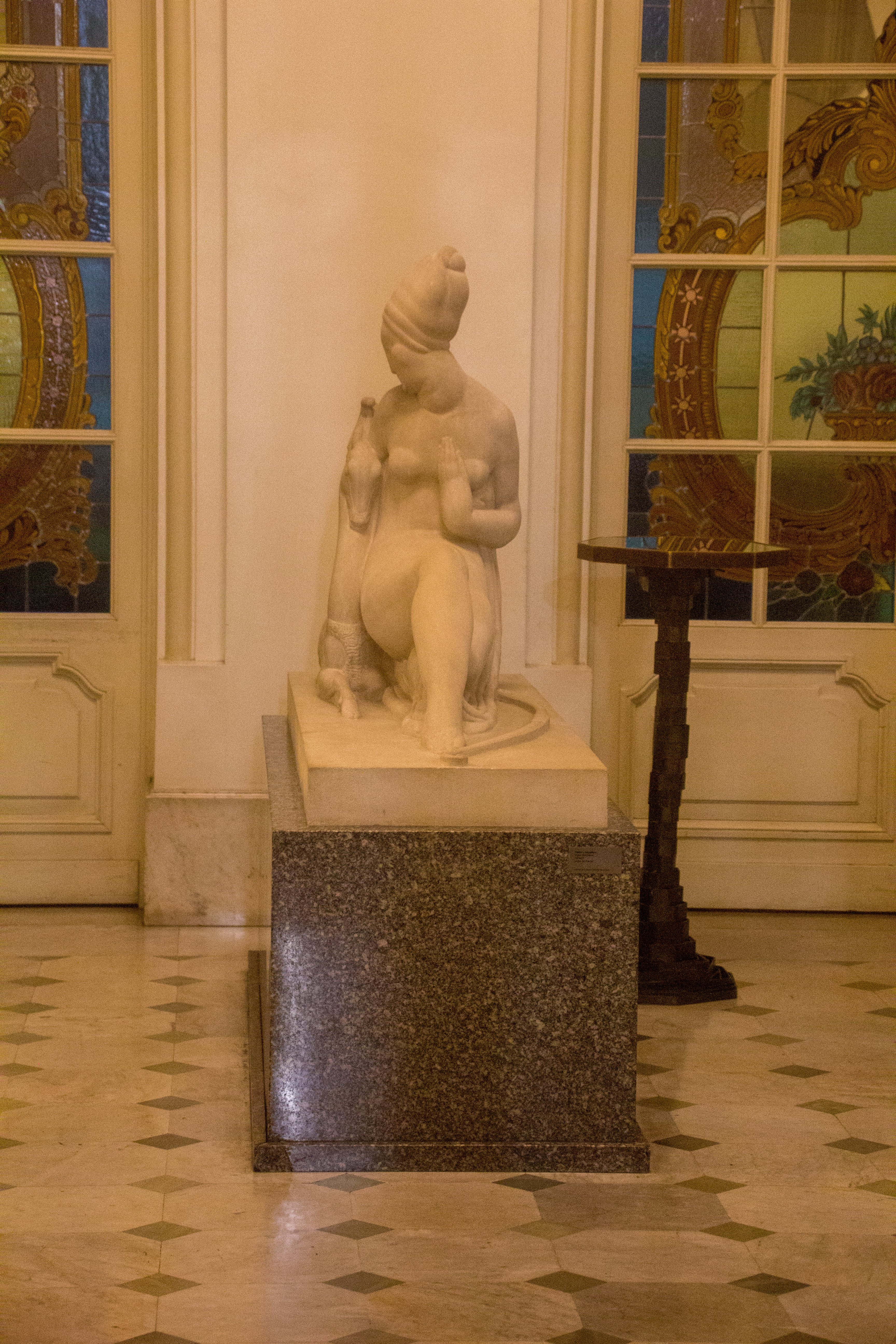
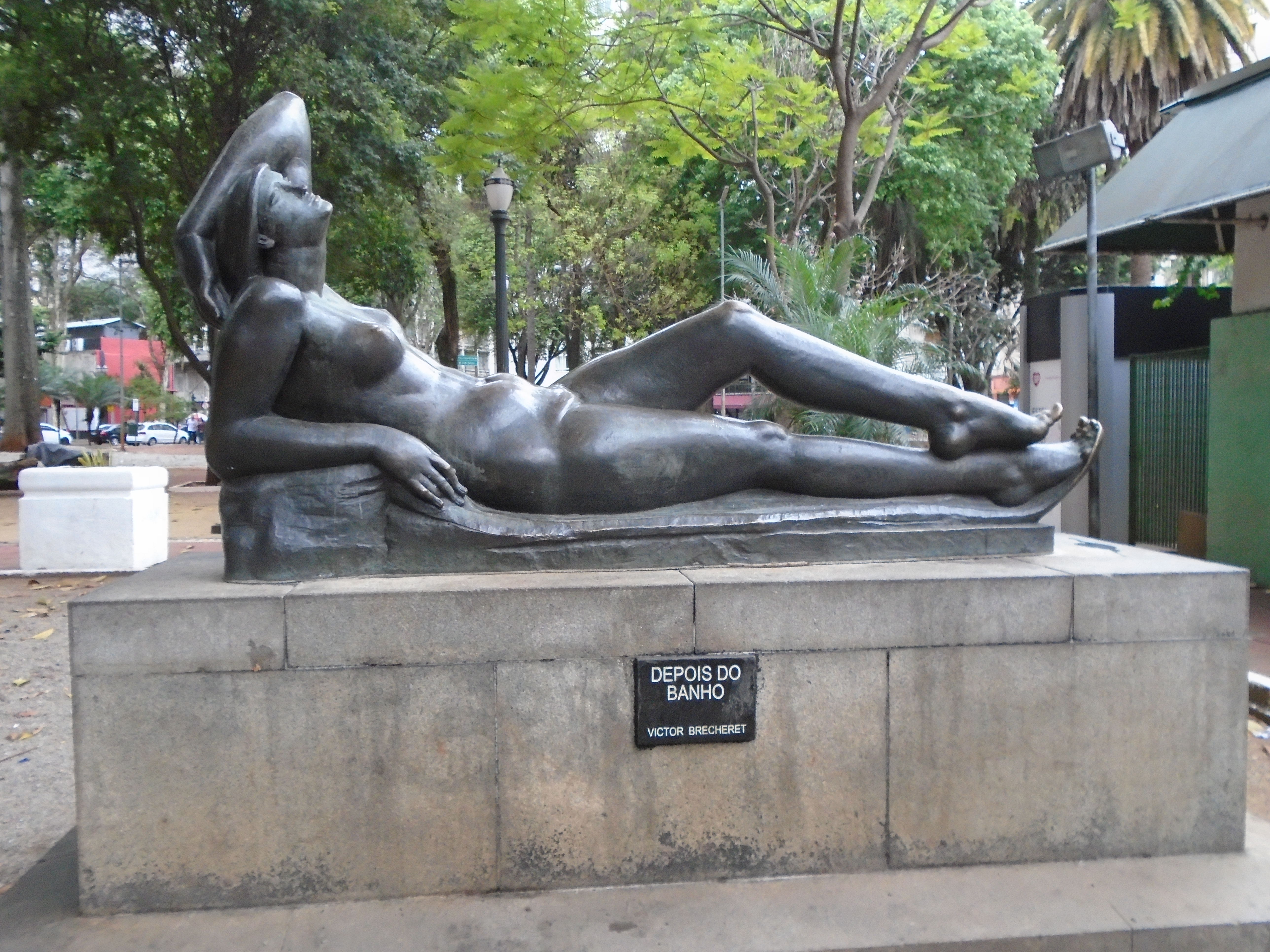
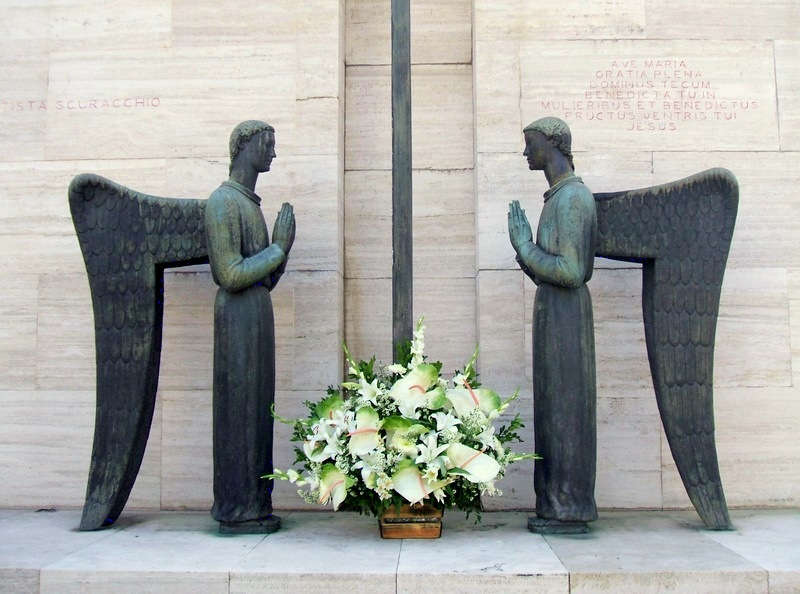
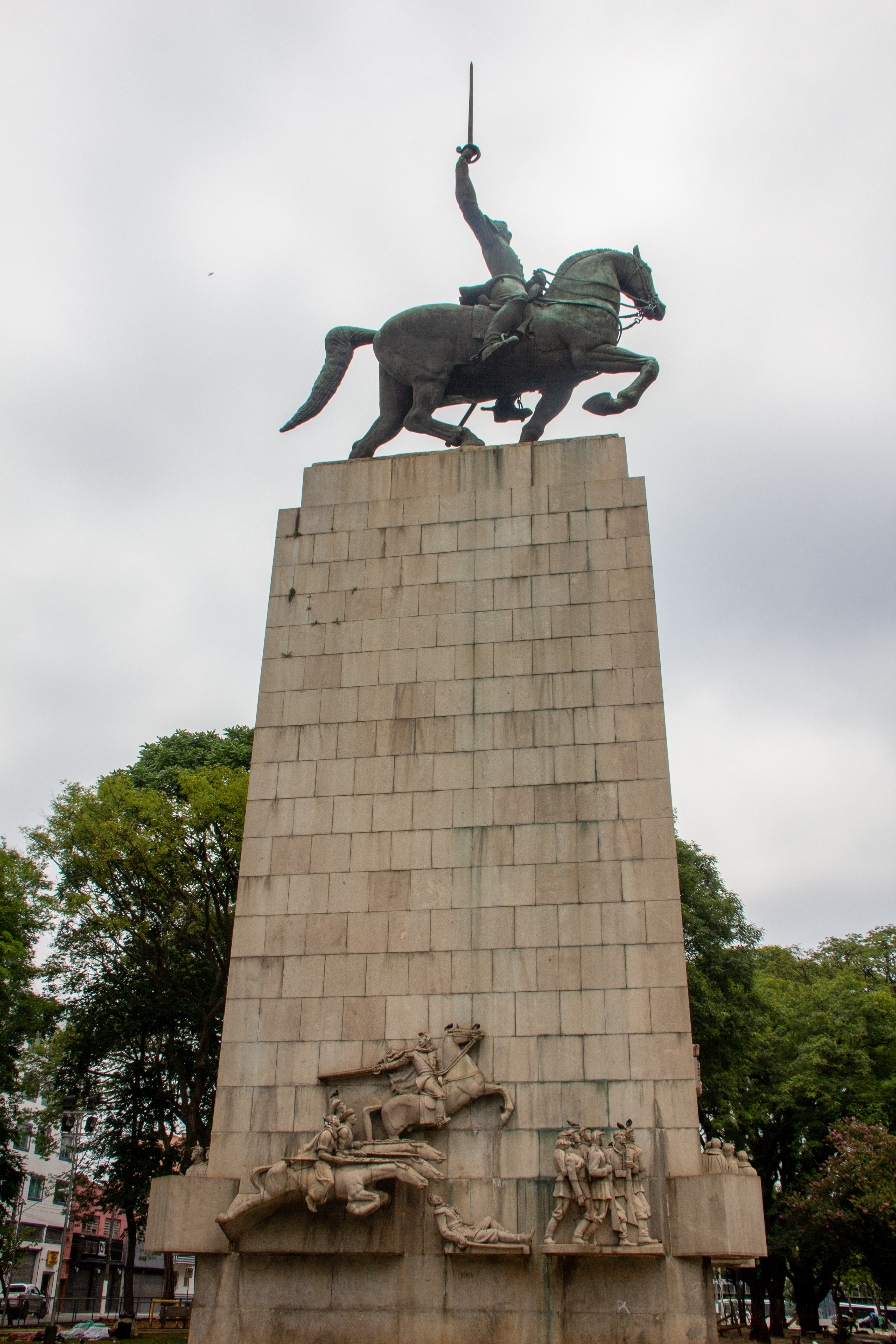